# Timema morongensis
Timema morongensis är en insektsart som beskrevs av Joyce Winifred Vickery 200. Timema morongensis ingår i släktet Timema och familjen Timematidae. Inga underarter finns listade i Catalogue of Life.